# Krubin (powiat legionowski)
Krubin – wieś sołecka w Polsce, położona w województwie mazowieckim, w powiecie legionowskim, w gminie Wieliszew.
Wieś szlachecka Krobino położona była w 1580 roku w powiecie warszawskim ziemi warszawskiej województwa mazowieckiego. 
W czasie II wojny światowej w Krubinie znajdowała się granica między Generalnym Gubernatorstwem a III Rzeszą (biegła od zachodu od Skierd przez Trzciany i dalej na wschód od Krubina przez Topolinę, a następnie wzdłuż rzeki Narwi).
W latach 1975–1998 miejscowość należała administracyjnie do województwa warszawskiego.
W Krubinie urodził się Władysław Trzaska (1881-1964), księgarz i wydawca.
Wieś ma połączenia autobusowe z Warszawą i Nowym Dworem Mazowieckim. W odległości 4 km znajduje się przystanek Janówek (na linii kolejowej nr 9 Warszawa – Gdańsk).
Wierni Kościoła rzymskokatolickiego należą do parafii św. Bartłomieja w Janówku Pierwszym.